# Persephonaster leptactis
Persephonaster leptactis är en sjöstjärneart som beskrevs av Hubert Lyman Clark 1941. Persephonaster leptactis ingår i släktet Persephonaster och familjen kamsjöstjärnor. Inga underarter finns listade i Catalogue of Life.